# Tapirus oliverasi
Tapirus oliverasi is een uitgestorven tapir die tijdens het Pleistoceen in Zuid-Amerika leefde.

## Fossiele vondsten
Fossielen van Tapirus oliverasi zijn gevonden in Uruguay. De vondsten dateren uit het Vroeg-Pleistoceen.

## Kenmerken
Tapirus oliverasi was een grote tapirsoort die groter en robuuster was dan de huidige Amerikaanse soorten met een formaat dat vergelijkbaar is met de Maleise tapir.